# 八事山
八事山（やごとやま）は、愛知県名古屋市天白区の町名。住居表示未実施。

## 地理
名古屋市天白区西部に位置し、東は塩釜口一丁目、西は昭和区山手通・広路町、南は音聞山・御幸山・八幡山、北は天白町大字八事・塩釜口一丁目に接する。

## 世帯数と人口
2019年（令和元年）12月1日現在の世帯数と人口は以下の通りである。
| 町丁   | 世帯数  | 人口    |
| ------ | ------- | ------- |
| 八事山 | 969世帯 | 1,689人 |

### 人口の変遷
国勢調査による人口の推移
| 1995年（平成7年）  | 1,853人 | [ WEB 5 ] |  |
| 2000年（平成12年） | 1,809人 | [ WEB 6 ] |  |
| 2005年（平成17年） | 1,962人 | [ WEB 7 ] |  |
| 2010年（平成22年） | 2,146人 | [ WEB 8 ] |  |
| 2015年（平成27年） | 2,134人 | [ WEB 9 ] |  |

## 学区
| 番・番地等 | 小学校                                    | 中学校                 | 高等学校 |
| ---------- | ----------------------------------------- | ---------------------- | -------- |
| 全域       | 名古屋市立表山小学校 名古屋市立大坪小学校 | 名古屋市立御幸山中学校 | 尾張学区 |

## 歴史

### 沿革
- 1991年（平成3年）9月24日 - 天白区天白町大字八事の一部より、同区八事山が成立[1]。

## 施設
- 名城大学八事キャンパス
- 浄久寺
- 東連寺
- 常楽寺

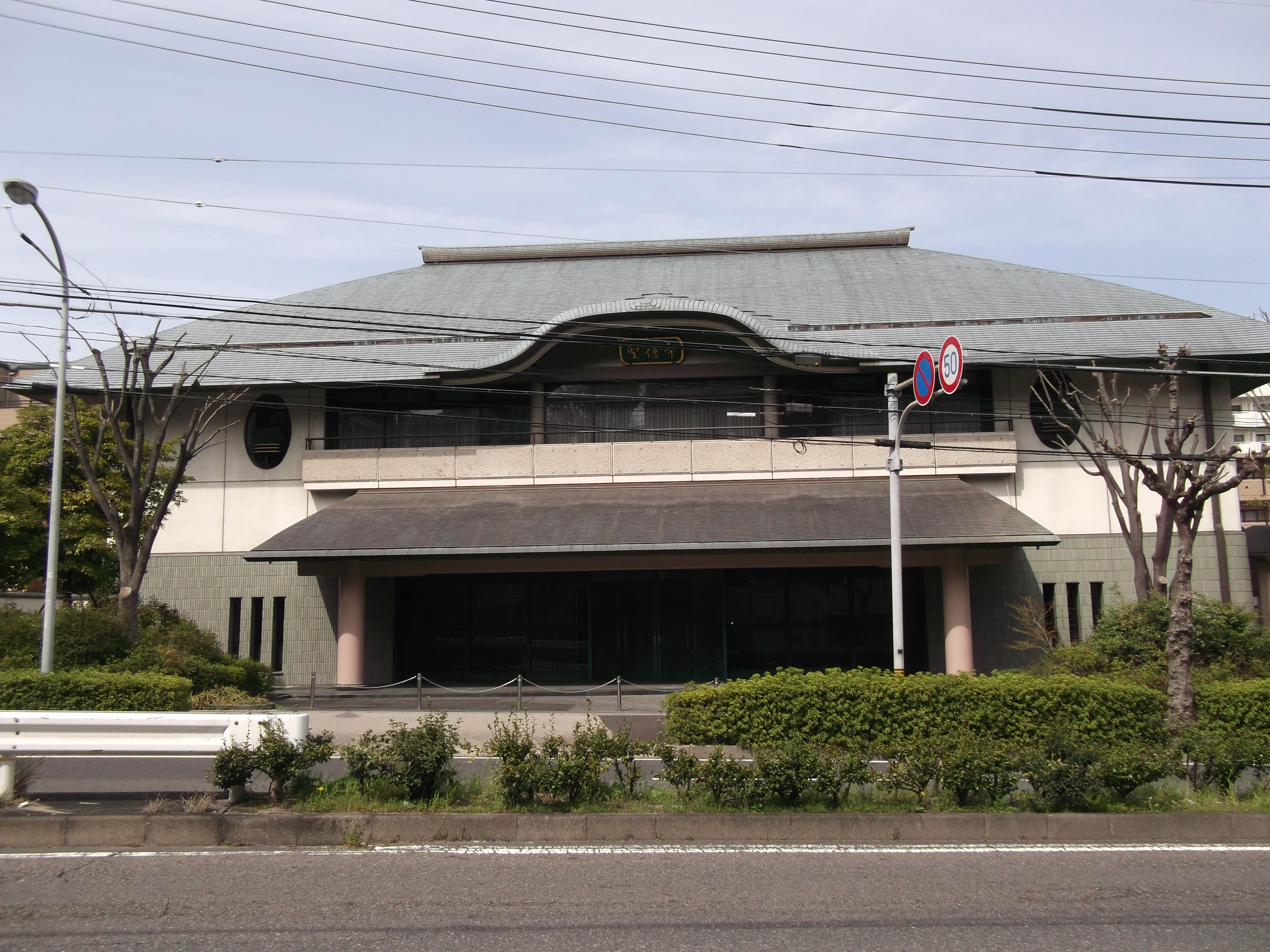
聖徳寺
- 名古屋名城大学内郵便局
- 八事裏山公園

1980年（昭和55年）4月1日供用開始
- 八事裏山北公園

1989年（平成元年）7月1日供用開始。
- 味仙八事店

- 聖徳寺

## 交通
- 国道153号（愛知県道56号名古屋岡崎線重複）

## その他

### 日本郵便
- 郵便番号 : 468-0077[WEB 2]（集配局：天白郵便局[WEB 12]）。

### WEB
1. 1 2  “町・丁目(大字)別、年齢(10歳階級)別公簿人口(全市・区別)”.   名古屋市 (2019年1月23日). 2019年1月23日閲覧。
2. 1 2  “八事山の郵便番号”.  日本郵便. 2019年12月30日閲覧。
3. ↑  “市外局番の一覧”.   総務省. 2019年1月6日閲覧。
4. ↑  名古屋市役所市民経済局地域振興部住民課町名表示係 (2015年10月21日). “天白区の町名一覧”.   名古屋市. 2017年10月7日閲覧。
5. ↑  総務省統計局 (2014年3月28日). “平成7年国勢調査の調査結果(e-Stat) - 男女別人口及び世帯数 －町丁・字等” (CSV). 2019年4月27日閲覧。
6. ↑  総務省統計局 (2014年5月30日). “平成12年国勢調査の調査結果(e-Stat) - 男女別人口及び世帯数 －町丁・字等” (CSV). 2019年4月27日閲覧。
7. ↑  総務省統計局 (2014年6月27日). “平成17年国勢調査の調査結果(e-Stat) - 男女別人口及び世帯数 －町丁・字等” (CSV). 2019年4月27日閲覧。
8. ↑  総務省統計局 (2012年1月20日). “平成22年国勢調査の調査結果(e-Stat) - 男女別人口及び世帯数 －町丁・字等” (CSV). 2019年4月27日閲覧。
9. ↑  総務省統計局 (2017年1月27日). “平成27年国勢調査の調査結果(e-Stat) - 男女別人口及び世帯数 －町丁・字等” (CSV). 2019年4月27日閲覧。
10. 1 2  “市立小・中学校の通学区域一覧”.   名古屋市 (2018年11月10日). 2019年1月14日閲覧。
11. 1 2  “都市公園の名称、位置及び区域並びに供用開始の期日” (2019年5月1日). 2019年11月3日閲覧。
12. ↑  郵便番号簿 平成29年度版 - 日本郵便. 2019年02月10日閲覧 (PDF)

### 文献
1. 1 2  『広報なごや No.525（天白区版）』名古屋市、1991年9月1日、10頁。